# Börje Nilsson-Hugo
Börje Alexander Nilsson-Hugo, född 9 juni 1913 i Avesta, Dalarna, död 9 maj 1987 i Ravesta, Arnäs församling, Örnsköldsvik, var en svensk målare, tecknare och formgivare.  
Börje Nilsson-Hugo växte upp i Sundsvall och studerade vid Otte Skölds målarskola i Stockholm. Från 19 års ålder utförde Nilsson-Hugo teaterdekorationer. Han var i grunden yrkesmålare, 1938 övergick han definitivt till konstnärskapet, kallade sig ofta "artist". Väggmålningar var en av specialiteterna, med inspiration från kubism, Barcelona och övriga Spanien, Tyskland, Italien och Nordafrika.
Börje Nilsson-Hugos väggmålningar kan återfinnas på restaurangen Tres Koronas, Folkans Teater i Örnsköldsvik, Rosenborgs Ålderdomshem i Örnsköldsvik, Mo och Domsjö Forskningsbibliotek, Brukshotellet Mo och Domsjö,  Klorfabrikens matsal Mo och Domsjö, Järvafältet, Ångpanneföreningen ÅF Stockholm, Banafjäls skola, Hotell Björnen, Husum stuckrelief, monumentalmålning Mellansels folkhögskola, Strömbäcks folkhögskola, Arbetsledareinstitutets lokal i Stockholm och Kiruna. Dessutom altarmålningar i ett flertal kyrkor och kapell. Nilsson-Hugo utförde flertalet utsmyckningar i tenn, koppar och glas. Arbetade även som tidningstecknare och med skulptering. Nilsson-Hugo skapade flertalet välkända logotyper till svenska företag och föreningar. Motiven i Nilsson-Hugos målningar förmedlar kompositioner ofta innehållande natur och fjäll, trollvärldar och mystik. 
Börje Nilsson-Hugo var gift med Elin Rebecka (född Bergström, fr. Hedberg, Arvidsjaur), de fick tre barn tillsammans. Samtliga har tagit upp konstnärskapet; Denis Nilsson-Hugo (målarmästare, ikonkonstnär) Gull-Britt Nilsson-Hugo (konstnär) och Lars Nilsson (målarmästare, konstnär).